# ジェミニ11号
ジェミニ11号 (Gemini 11) は、アメリカ合衆国の有人宇宙飛行であるジェミニ計画で打ち上げられた宇宙船およびその宇宙飛行計画。ジェミニ宇宙船としては11番目のものであり、1966年9月12日に打ち上げられた。

## 概要
ジェミニ11号の目的は、ジェミニ10号に引き続き、月飛行計画に向けての技術開発の一環として、軌道上におけるランデブー及びドッキング、さらに船外活動（宇宙遊泳）にあった。

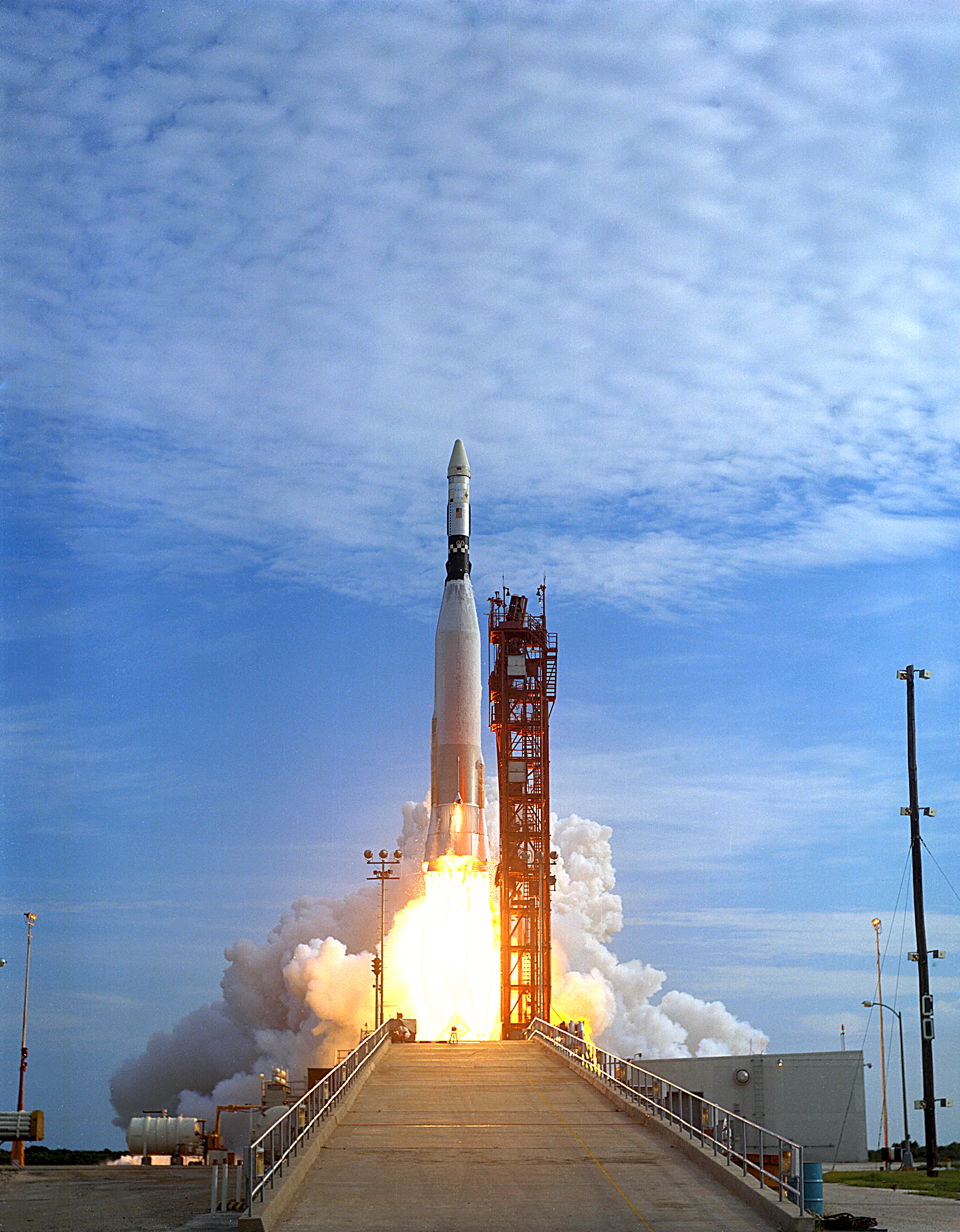
アジェナ標的機の打上げ

ジェミニ11号の打上げに先立ち、ケープカナベラル空軍基地LC-14発射台よりアジェナ標的機(GATV-5006)が1966年9月12日13:05:01UTCに打ち上げられた。この打上げは成功し、遠地点307.1km、近地点289.7kmの軌道に投入された。その後ジェミニ11号がタイタンII GLVロケットを用いて、1966年9月12日14:42:26UTCにケープカナベラル空軍基地LC-19発射台より打ち上げられている。
ジェミニ11号は打上げ約1時間半後にはアジェナ標的機とのドッキングに成功している。打上げ24時間後から1回目の船外活動を行っている。搭乗員のゴードンが実験などの船外活動を行った。ただし、ゴードンの疲労が激しく33分間で打ち切られ、全ての実験を消化することはできなかった。打上げ40時間30分後に、アジェナ標的機のエンジンを用い軌道変更を実施している。遠地点1,374kmの軌道であり、これは当時、有人で到達した最高高度でもあった。3時間23分後の再軌道修正により遠地点304kmの軌道に戻っている。また、打上げ後47時間7分後からゴードンが2時間に渡って、2度目の船外活動を行った。
船外活動終了後、ジェミニ11号はアジェナ標的機とのドッキングを解除し、テザー試験を開始している。これはジェミニ宇宙船とアジェナ標的機の間を約30mの紐で結び、軌道上の微小重力を用いたテザー推進により、姿勢制御を行なう試験であった。この試験は打上げ53時間後に終了している。
大気圏再突入は、アメリカ合衆国の宇宙計画で初めて、完全コンピューター制御によって行われた。打上げ71時間17分後にバハマ沖の大西洋上、強襲揚陸艦グアム (強襲揚陸艦)から4.5kmの地点に着水、回収された。アメリカ国防総省もジェミニ11号の支援についており、人員9,054名と航空機73機、艦艇13隻が投入された。
ジェミニ11号はカリフォルニア州ロサンゼルスのカリフォルニア科学センターに保管展示されている。

## 搭乗員
- 船長：チャールズ・コンラッド
- パイロット：リチャード・ゴードン

### 予備搭乗員
- 船長：ニール・アームストロング
- パイロット：ウィリアム・アンダース